# 菅原隆拓
菅原 隆拓（すがわら たかひろ、1964年8月5日 - 2020年11月20日）は、日本の防衛官僚。

## 人物
宮城県桃生郡河南町（現・石巻市）出身。宮城県石巻高等学校を経て、東北大学法学部卒業。
2020年11月20日、東京都内の病院で死去。
岸信夫防衛大臣は、記者会見で菅原の功績をたたえるとともに、哀悼の意を表した。

## 略歴
- 1988年：防衛庁入庁 防衛局調査2課
- 2005年：運用局運用課国際協力室長（兼）陸上自衛隊イラク復興業務支援隊（在サマーワ政策アドバイザー）
- 2006年：長官秘書官
- 2007年：大臣官房企画評価課企画調整官
- 2009年：経済産業省中小企業庁経営支援部新事業促進課長
- 2011年：人事教育局厚生課長
- 2013年：運用企画局事態対処課長
- 2015年：中国四国防衛局長
- 2017年：内閣官房内閣審議官
- 2019年：統合幕僚監部総括官
- 2020年：人事教育局長